# Acacia oxycedrus
Acacia oxycedrus är en ärtväxtart som beskrevs av Dc. Acacia oxycedrus ingår i släktet akacior, och familjen ärtväxter. Utöver nominatformen finns också underarten A. o. microstachys.